# Karakhardash
Karakhardash fue rey de Babilonia, Akkad, País del Mar y Khana. Sucedió a su padre Burna-Buriash II. Era hijo de la princesa asíria Muballitat-Sherva, hija del rey Ashur-uballit I y tenía la hostilidad de una parte de la corte de Babilonia por su origen.
Al cabo de uno o dos años de reinado fue asesinado por un cortesano y proclamado en su lugar el príncipe casita Nazi-Bugash, cuya relación con el asesinado es desconocida.